# Légende des mille grues
 (juin 2014).
Si vous disposez d'ouvrages ou d'articles de référence ou si vous connaissez des sites web de qualité traitant du thème abordé ici, merci de compléter l'article en donnant les références utiles à sa vérifiabilité et en les liant à la section « Notes et références ».

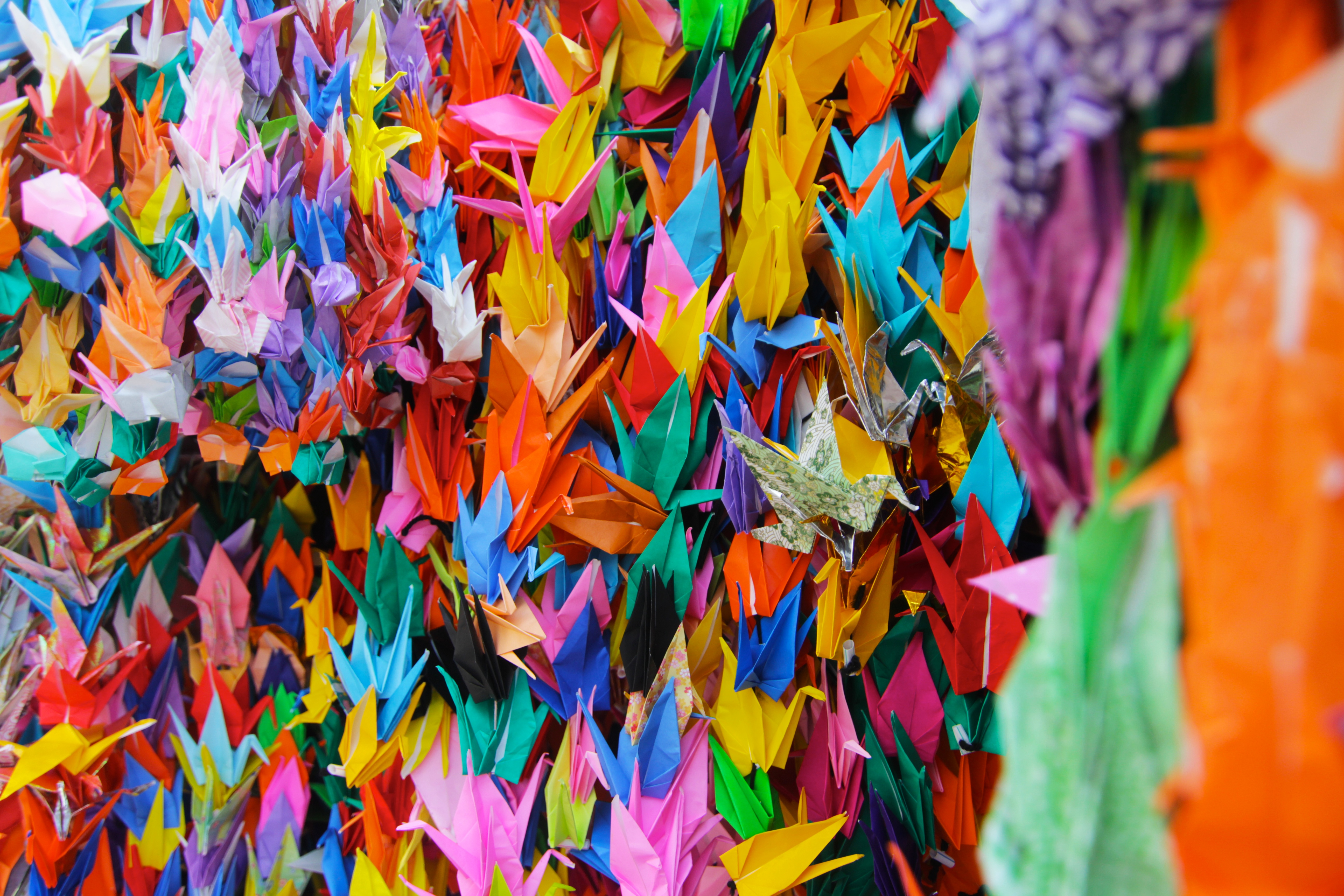
1 000 grues en origami (7115811393)

La légende des mille grues (千羽鶴, せんばづる, senbazuru ou zenbazuru) est une légende originaire du Japon, où l’origami est très pratiqué, qui raconte que si l’on plie mille grues en papier dans l'année, retenues ensemble par un lien, on peut voir son vœu de santé, de longévité, d'amour ou de bonheur exaucé. 
Pour que le vœu, la chance ou la santé se réalise, on doit fabriquer le senbazuru pour une personne bien particulière et faire une prière à chaque grue achevée. 
Une seule personne doit conserver le senbazuru, celle pour laquelle il a été fait. Moins nombreuses sont les personnes à avoir fabriqué la guirlande, plus le vœu sera fort car il aura demandé beaucoup plus de patience et de persévérance…
En général, on offre un senbazuru à une personne très proche, souvent malade (depuis Sadako Sasaki), ou plus culturellement pour une naissance ou un mariage.
La guirlande des 1 000 grues est devenue un symbole mondial de paix et les gens peuvent en laisser dans les temples ou jardins de prières (notamment à Tokyo et Hiroshima). La guirlande est alors laissée à la merci des éléments et symbolise des messages. Elle a alors le même sens que les drapeaux de prières tibétains.

## Symbole de paix

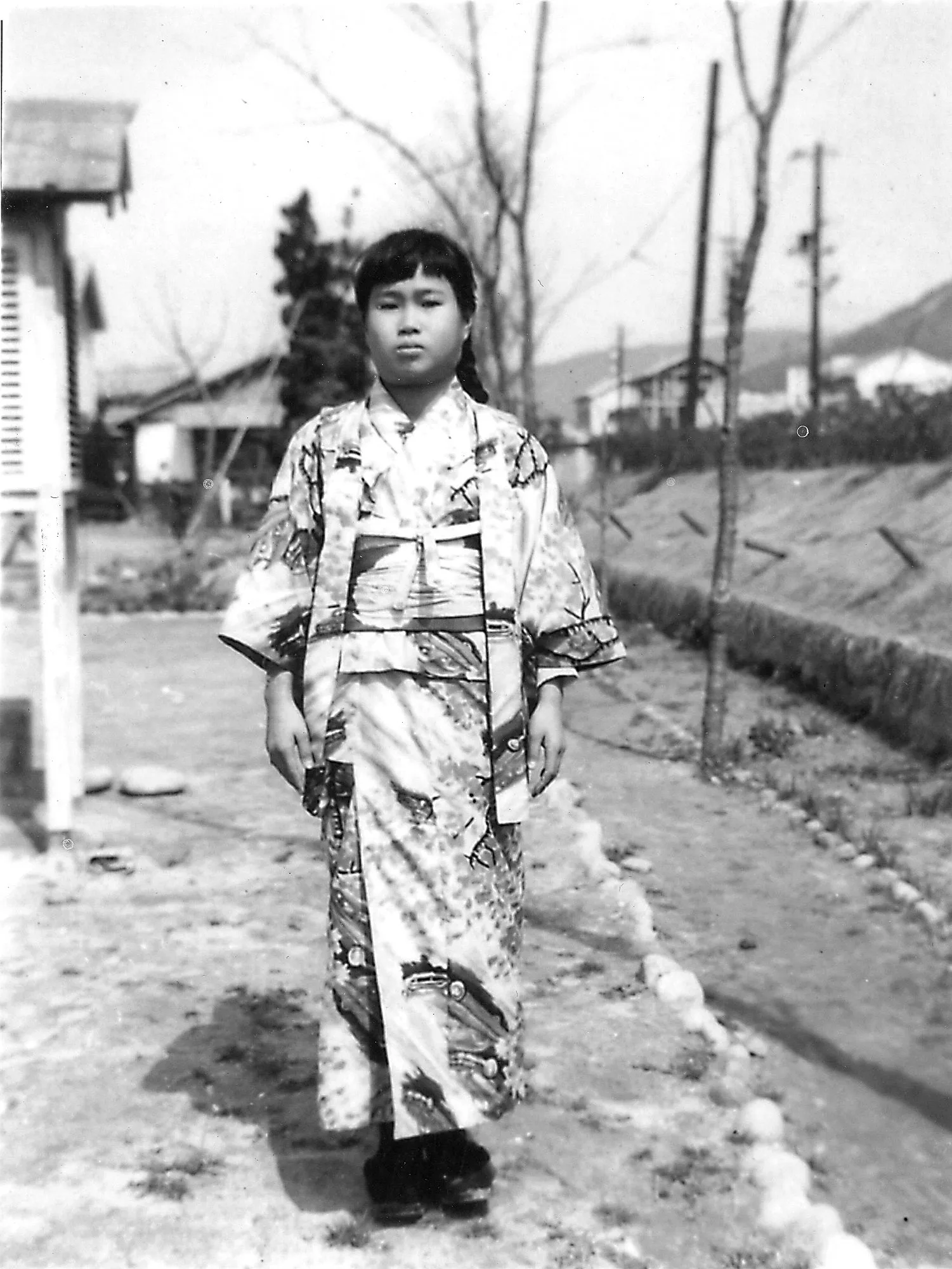
Sadako Sasaki

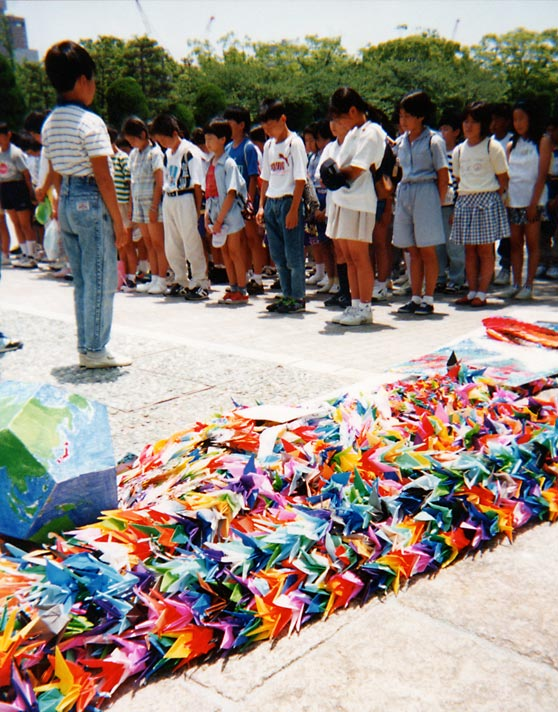
Senbazuru à Hiroshima

Cette légende a inspiré l'histoire de Sadako Sasaki, survivante des bombardements atomiques, désignée par le terme hibakusha.
Cette fillette japonaise atteinte de leucémie à la suite de l’explosion de la bombe atomique d’Hiroshima avait entrepris de réaliser, sous l'impulsion de sa meilleure amie Chizuko, mille grues en origami afin de réaliser son vœu de guérison.  
Malheureusement, elle est morte avant d’avoir pu achever sa tâche en ayant réalisé 644 grues.
Les élèves de sa classe ont terminé ce qu'elle avait commencé et son histoire a fait de la grue en papier un symbole de la paix.
Son histoire est racontée dans le livre Sadako and the Thousand Paper Cranes, écrit par Eleanor Coerr en 1977, traduit en plusieurs langues
.
En 1958, un monument de la paix des enfants a été inauguré, immortalisant en son sommet, Sadako tenant une grue en or dans ses mains.
L'événement a eu lieu le jour de la fête des enfants, le 5 mai 1958.  Son piédestal porte l'inscription  « Ceci est notre cri. Ceci est notre prière. Pour construire la paix dans le monde ».

## Influences
Cette légende a inspiré Mademoiselle Maurice une artiste plasticienne française. Elle est connue pour ses œuvres réalisées à partir d'origamis et a reconnu, lors d'une interview, avoir été influencée, dès sa première œuvre, par la légende des mille grues lors de son installation au Japon .